# Злиття даних
Злиття даних — процес об'єднання множини даних і знань, які описують один і той самий об'єкт реального світу у послідовному точному та корисному вигляді.

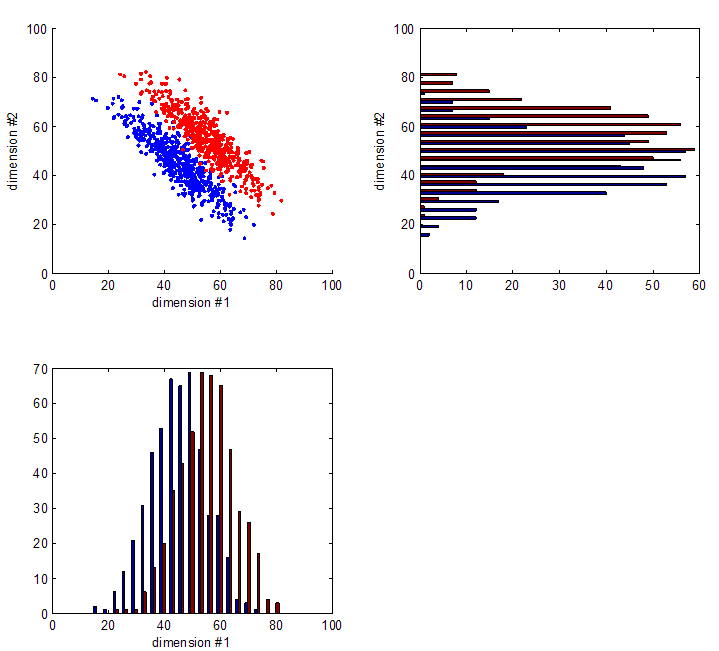
Злиття даних із двох джерел (розмірність #1 і #2) може призвести до покращення класифікації в порівнянні з будь-яким класифікатором, який оснований на розмірності #1 або розмірності #2 окремо

Процеси злиття даних часто розділяються на такі категорії як низький, проміжний або високий, в залежності від стадії обробки, при якій відбувається злиття. Низький рівень злиття даний об'єднує в собі декілька джерел вхідних даних і призводить до отримання нових вхідний даних. Очікується, що дані отримані після злиття є більш інформативними і синтезовані в порівнянні з вхідними даними.